# 永山久徳
永山 久徳（ながやま ひさのり、1968年 - ）は、日本の実業家、歌手、作詞家、コラムニスト、音楽プロデューサー、ラジオパーソナリティ、講演家。

## 略歴
岡山県倉敷市生まれ。1987年、岡山県立岡山朝日高等学校卒業。1991年、筑波大学第三学群（現・筑波大学理工学群）社会工学類卒業。1993年、筑波大学大学院環境科学研究科修士課程修了。
2007年4月現在全国旅館生活衛生同業組合連合会（全旅連）青年部長（第18代）。
社団法人児島青年会議所理事長（2005年）
現在岡山県在住。職歴には東急不動産株式会社が含まれる。（講演プロフィールより）

## 主な事業

### 会社
- 株式会社ホテルリゾート下電（主な事業ゆのごう美春閣岡山県美作市）
- 株式会社下電ホテル（同鷲羽山下電ホテル岡山県倉敷市）
- 株式会社石切ゆめ倶楽部（同ホテルセイリュウ、大阪府東大阪市）

※講演プロフィール中には倉敷市内の警備会社、福山市内の給食会社なども経営しているとの記載がある。
※東大阪市「ホテルセイリュウ」は氏の参画により実現した宿泊施設におけるエンプロイー・バイアウト（従業員による企業買収）の先駆け的施設（代表者は元従業員の代表であるので氏は社長ではない）。

### その他
- 講演活動、旅館再生コンサルタント、文筆業、歌手活動（後述）が主な活動である。

## 主な活動

### 日本旅館協会
- 改正旅館業法の円滑な施行に向けた検討会　構成員として参加

### 全旅連青年部
- 2007年4月　45歳定年制では最年少の青年部長として就任
- 2007年5月　松江市内に於いて出向者（運営スタッフとして全国の組合より「出向」する部員）研修会を開催。

（組織改革の必要性と責任世代の役割を述べると共に「次世代経営者育成機関」としての会の方針を示した）
- 2007年9月　栃木県にて臨時総会を開催

（翌年11月愛知県にて全国大会を開催することを決定した）
- 2007年11月　北海道ブロック大会
- 2007年11月　東北ブロック大会（山形県）
- 2008年1月　四国ブロック大会

（高知市内において高校生との意見交換を行い、次世代の旅館経営に対する世代間の情報交換と相互理解の必要性を訴えた）
- 2008年2月　九州沖縄ブロック大会（宮崎県）
- 2008年2月　東海ブロック大会（三重県）
- 2008年3月　近畿ブロック大会（奈良県吉野　金峯山寺本堂にて式典を開催）
- 2008年4月　通常総会を慣例を破り自民党本部内で開催。120名以上の国会議員を動員し政治力を示した。
- 2008年5月　北陸ブロック大会（富山県）
- 2008年6月　全旅連青年部40周年記念式典（山形県）
- 2008年7月　首都圏ブロック大会（埼玉県）
- 2008年9月　臨時総会（東京都）

（次期部長に井上善博（福岡県）を選出、「宿屋の知恵袋」リリース）
- 2008年11月　全国大会（愛知県）

（1000名以上の動員）
- 2009年2月　中国ブロック大会（鳥取県）
- 2009年3月　総括会（沖縄県）

（この時点で47都道府県全ての公式行事での訪問を終える）
- 2009年4月　定時総会（東京都）

（任期満了、新体制では直前部長に加え政策部門の統括を担当する）
NHK受信料について陳情活動を陣頭指揮したり、全旅連と全旅連青年部相互の融和を図ることを目的に自身の40周年記念式典を全旅連の全国大会会場にて行うことを宣言、役員会（正副部長、正副委員長数十人が対象）を全国10ブロックで開催するなど積極的な手法が目立つ。
一方で旅館ホテル経営者向け課題解決データベース（宿屋の知恵袋）の構築、組合の財務改革、研修育成プログラムの改革などシステマチックな改革を矢継ぎ早に行いつつも会員同士の交流や生身の情報交換も重視するバランス重視型と評される。

### 著書
- 「ワカダンナフル～ながやま節考２～」新書版（たる出版）2012年7月発刊

ISBN 978-4-905277-05-7
1429円＋税
※ながやま節考完売後、要望に応えて出版された第2弾。
販路も拡大し、京阪神の大型書店とAmazonなどの通販でも入手可能となる。
- 「ながやま節考～旅館　若旦那の発見ノート～」新書版（トラベルニュース社）2006年12月発刊

※いわゆる経営者の人生訓的な著書ではなく、経営者の持つべき視点について日常の生活を切り取って表現するエッセイの要素も含めたコラム。
成り立ちが一般読者対象かつ文字数の制約のあるコラムなので文体もソフトで平易である。
「牛丼」、「たこ焼き」から「教育問題」や「経営論」まで幅の広い展開を行っている。
一般の流通ルートには乗っていないので版元の新聞社、もしくは氏の会社のネットショップなどから購入する販路が主。
- 宿泊産業論　ISBN978-4-7944-2573-7

### 作品
- CDマキシシングル「笑顔」「親友（ともだち）」（共に歌、作詞を担当、作曲、編曲は山本寛之）

（2006年キングレコードNKCD6353）2006年4月リリース
- 山本寛之（「野風増（河島英五他）」などの作曲）と同県出身者である事から発生したプロジェクト。
- これまで山本寛之、葛城ユキ、朝川ひろこなどのコンサートに参加（「親友」初発表は2005年朝川ひろこ&山本寛之ジョイントコンサートの中）。

- 美作国建国1300年PR天使（いわゆるご当地アイドル）「SakuLove」に楽曲を提供

（CD恋するリンゴ）2013年12月リリース

### その他
- 業界内、地域や出身大学での講演活動が多い。

講演内容はＣＯ２国内クレジット、バイオマス、企業再生、旅館コンサルタントから経済、教育、家庭問題など幅広い。
※主な講演先（本人ブログ掲載分より抜粋）
- 就実中学校
- マニュライフ生命
- 岡山朝日高等学校
- 中小企業診断士協会
- 赤磐商工会
- 社団法人児島青年会議所
- 国際観光旅館連盟近畿支部
- 大阪経済大学
- 筑波大学

（旅館向けは多数のため割愛）
- 言論の場をツイッターに移し、アニメと犯罪、プリキュアグッズ転売など、問題提起が度々まとめサイトに掲載され、インフルエンサーとして認知されている。[2]。

2018年に社会問題化した悪質サイトによるホテル旅館のカラ予約問題を告発したのも氏である。。

### テレビ、ラジオ、新聞などへの出演
地元テレビ、ラジオには地域イベント宣伝、企業紹介などで度々取り上げられている。
全国ネットでは「イドの神様」（CX系2004年、松尾貴史、ベッキー、井門隆夫他）、「AbemaTVプライムニュース」などがある。
2015年10月～2019年9月FMくらしきにて「つぶやきの泉」パーソナリティーを担当。
※主な掲載記事
- 岡山日日新聞
- 山陽新聞
- 週刊新潮
- 大阪観光大学
- せとうち経済レポート
- ＫＢＳニュース
- ＮＨＫニュース
- ＲＳＫニュース
- ＪＴＢ旅ホ連ニュース
- 週刊ホテルレストラン

### 公職
- 2006年度筑波大学「都市計画事例講義及び実習」外部講師
- 2008年厚生労働省「受動喫煙防止のあり方に関する検討会」委員
- 2009年全国旅館生活衛生同業組合連合会広報戦略委員長
- 2005年度社団法人児島青年会議所理事長
- 2011年度児島商工会議所青年部会長
- 2013年度岡山県商工会議所青年部連合会会長
- 2018年日本旅館協会副会長

## その他
- 2002年より旅行業界向け業界紙「トラベルニュース」にてコラム「ながやま節考」を連載。（現在も月1回継続中）
- 2007年より「笑顔」は第一興商「サイバーダム」（1622-51）、BMB「UGA」（2953-53）などのカラオケで配信されている。
- DAMではネット上でダウンロードも可能。
- 週刊新潮、週間ホテルレストランなどで人物紹介記事も確認済